# Beulah (Alabama)
Beulah ist eine Siedlung ohne Gemeinderecht („unincorporated community“) in der nordöstlichen Ecke von Lee County (Alabama), südlich von Valley. Es ist Teil der Metropolregion Columbus (Georgia). Nördlich wird es von Chambers County begrenzt, im Osten vom Chattahoochee River und durch die Halawaka Bucht von Lake Harding im Süden. Beulah wurde nach der Beulah Baptist Church benannt, die 1851 gegründet wurde. Ein eigenes Postamt mit dem Ortsnamen existierte zwischen den Jahren 1856 und 1906.

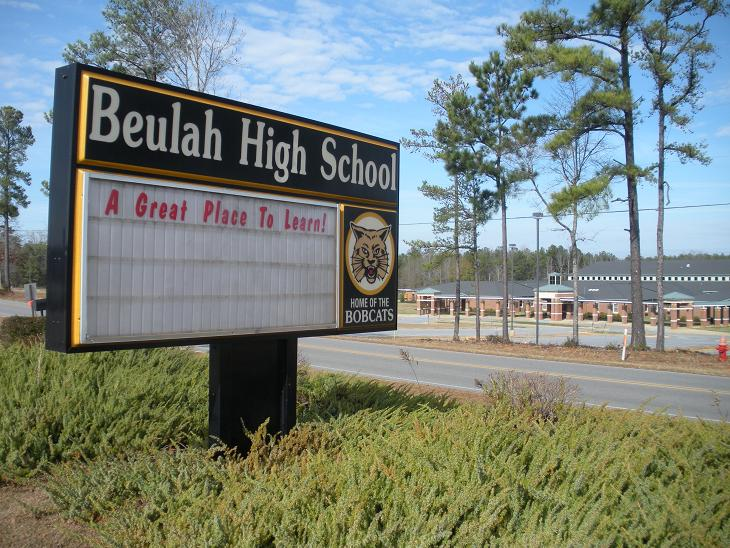
Beulah High School mit Beulah Elementary im Hintergrund
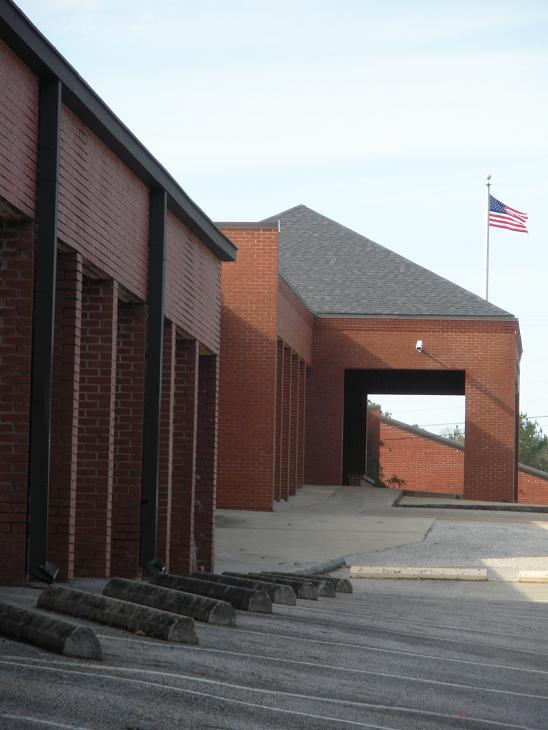
Beulah High School
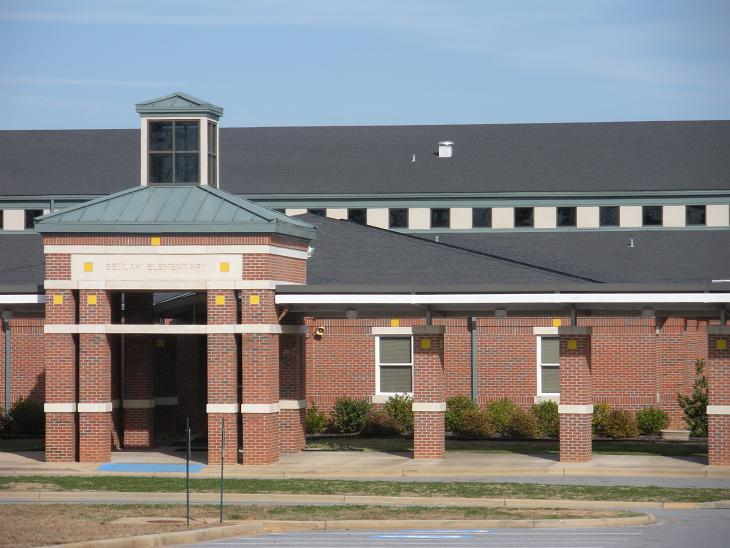
Beulah Elementary School
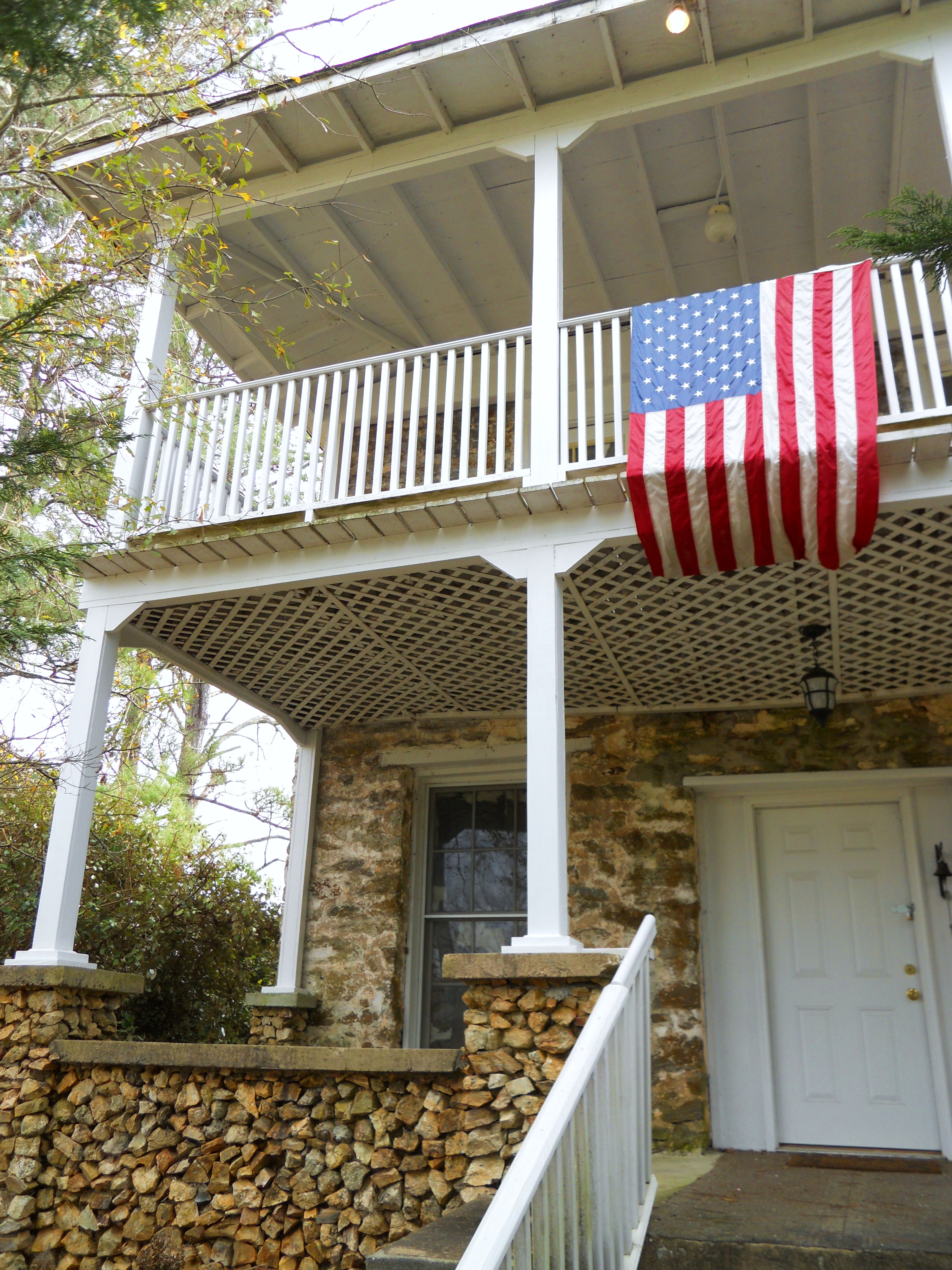
Franklin Yarbrough, Jr. Store, bekannt als Roger Brown Memorial Rock House Museum